# Lena Petermann
Lena Petermann (* 5. Februar 1994 in Cuxhaven) ist eine deutsche Fußballspielerin.

## Karriere

### Vereine
Petermann begann ihre Karriere beim TSV Otterndorf, in der sie bis zur C-Jugend gemeinsam mit Jungen in einer Mannschaft spielte. Danach folgten einige Jahre in der JugendSpielGemeinschaft Otterndorf/Altenwalde/Wanna (JSG OttAWA), bevor sie im Winter 2009 zum SV Ahlerstedt/Ottendorf wechselte. Im Sommer 2009 wechselte sie zum Hamburger SV in die Frauen-Bundesliga. Am 20. September 2009 (1. Spieltag) gab sie bei der 1:4-Niederlage im Heimspiel gegen den FCR 2001 Duisburg ihr Bundesligadebüt. Ihr erstes Bundesligator erzielte sie am 8. November 2009 (8. Spieltag) beim 4:2-Sieg im Auswärtsspiel gegen den 1. FC Saarbrücken. Die Stürmerin stand bis zum Ausstieg des Vereins aus der Bundesliga im Sommer 2012 in Hamburg unter Vertrag. Im August 2012 schloss sie sich dann den UCF Knights, der Collegemannschaft der University of Central Florida in Orlando, an. Bei den Knights spielte sie gemeinsam mit ihren Landsfrauen Karoline Heinze und Sophie Howard. In ihrem ersten Jahr in Florida wurde Petermann als Rookie of the year der American Athletic Conference ausgezeichnet.
Nachdem sie zunächst geplant hatte, bis 2016 in den USA zu studieren, kehrte sie vorzeitig nach Deutschland zurück, um ihre Karriere dort fortzusetzen. Am 2. September 2014 verpflichtete sie der Bundesligist SC Freiburg.
Nach 74 Liga- und 13 Pokalspielen für den SC schloss sie sich zur Saison 2018/19 Turbine Potsdam an. Nach nur einem Jahr, in dem sie in zehn Spielen sieben Tore erzielt hatte, verließ sie Turbine Potsdam und wechselte nach Frankreich zum HSC Montpellier. 2023 wechselte sie nach 4 Jahren in Frankreich in die Englische Liga zu Leicester City WFC. Zur Saison 2025/26 schloss sie sich Werder Bremen an.

### Nationalmannschaft
Mit der U-17-Nationalmannschaft qualifizierte sich Petermann für die Europameisterschaft 2010 und erreichte im Turnier den dritten Platz. Sie nahm ferner im September an der Weltmeisterschaft 2010 in Trinidad und Tobago teil, in der sie nach dem 0:1 im Viertelfinale gegen die Auswahl Nordkoreas aus dem Turnier schied. Bei der Endrunde der U-17-Europameisterschaft 2011 in Nyon/Schweiz kam sie sowohl beim mit 5:6 im Elfmeterschießen verlorenen Halbfinale gegen Frankreich, als auch im mit 8:2 gegen Island gewonnenen Spiel um Platz 3 zum Einsatz. Nach fast dreijähriger Unterbrechung bestritt Petermann am 1. März 2014 wieder eine Begegnung für eine Nachwuchsauswahl des DFB, als sie im Rahmen der Sechs-Nationen-Turniers in La Manga für die U-20-Nationalmannschaft debütierte und dabei sogleich zwei Treffer erzielte. Mit der nahm sie auch an der vom 5. bis zum 24. August 2014 in Kanada ausgetragenen U-20-Weltmeisterschaft teil, bei der sie alle sechs Turnierspiele bestritt und ihr drei Tore gelangen. Sie erzielte sowohl das erste als auch das letzte Tor für die Mannschaft in diesem Turnier. Mit dem 1:0-Siegtreffer in der 98. Minute im Finale gegen die Auswahl Nigerias machte sie die U-20-Nationalmannschaft zum dritten Mal nach 2004 und 2010 zum Weltmeister.
Am 13. Oktober 2014 wurde Petermann für die Testländerspiele gegen die Auswahlen Frankreichs und Schwedens erstmals in den Kader der deutschen A-Nationalmannschaft berufen, kam jedoch zunächst nicht zum Einsatz. Am 6. März 2015 gab sie im Rahmen des Algarve-Cup 2015 gegen China ihr Debüt in der A-Nationalmannschaft.
Am 24. Mai 2015 wurde sie von Bundestrainerin Silvia Neid in den endgültigen Kader für die Weltmeisterschaft 2015 in Kanada berufen. Dort erzielte sie im dritten Gruppenspiel, beim 4:0-Sieg gegen die Auswahl Thailands, mit den Treffern zum 2:0 und 3:0 in der 56. und 58. Minute ihre ersten Länderspieltore für die A-Nationalmannschaft.

## Erfolge
- Algarve-Cup-Sieger 2020 (kampflos)
- U-20-Weltmeisterin 2014
- U-17-Europameisterschaft: Platz drei 2010 und 2011